# 钱桂笙
钱桂笙（1847年—1917年），字季芗，号隐叟，男，湖北江夏人，清朝地方史志学家，曾任湖北通志馆纂修。